# Podocerus crenulatus
Podocerus crenulatus is een vlokreeftensoort uit de familie van de Podoceridae. De wetenschappelijke naam van de soort is voor het eerst geldig gepubliceerd in 1985 door Myers.